# 福井照
福井照（1953年12月14日—），日本政治人物，自由民主黨黨員，出身於大阪府大阪市。現任內閣府特命擔當大臣（沖繩及北方對策擔當、消費者及食品安全擔當、海洋政策擔當）。共當選7屆眾議院議員。
2018年2月27日，江崎鐵磨因身體原因辞去沖繩及北方對策擔當、消費者及食品安全擔當、海洋政策擔當大臣职务，由福井接替。

## 外部連結
- 官方網站 （页面存档备份，存于）

| 議會席位                | 議會席位                                        | 議會席位                  |
| ----------------------- | ----------------------------------------------- | ------------------------- |
| 前任： 西川京子         | 眾議院文部科学委員長 2014年—2016年              | 繼任： 谷川弥一           |
| 官衔                    |                                                 |                           |
| 前任： 江崎鐵磨         | 特命擔當大臣（沖繩及北方對策） 第27代：2018年   | 繼任： 宮腰光寬           |
| 前任： 江崎鐵磨         | 特命擔當大臣（消費者及食品安全） 第16代：2018年 | 繼任： 宮腰光寬           |
| 前任： 江崎鐵磨         | 特命擔當大臣（海洋政策擔當） 第4代：2018年      | 繼任： 宮腰光寬           |
| 前任： 笠浩史、松本大輔 | 文部科学副大臣 2012年—2013年                    | 繼任： 櫻田義孝、西川京子 |